# Knüllgebirgsverein
Der Knüllgebirgsverein (KGV) ist ein Wanderverein in Nordhessen mit Sitz in Neukirchen (Knüll). Eingetragen ist der Verein in das Vereinsregister des Amtsgerichts Marburg (VR 3915). Er betreut ein Gebiet um das Knüllgebirge von der Landschaft Schwalm bis zur thüringischen Landesgrenze.
Der Verein mit 2000 Mitgliedern in 14 Zweigvereinen betreut als Hauptaufgabe ein Wegenetz von 64 Wanderwegen, darunter neben lokalen Wanderwegen auch Abschnitte der Fernwanderwege Lulluspfad, Frau-Holle-Pfad und Wildbahn.
Der Verein wurde 1884 vom Forstmeister Hugo Borgmann (* 26. April 1841; † 3. Januar 1906) als Knüllclub gegründet. Die Ziele waren neben dem Wandern die wirtschaftliche Erschließung der abgelegenen Region, die auch zum Bau der Bahnstrecke Treysa-Niederaula führte. Unter Harry Heußner gab es von 1919 bis 1950 einen erheblichen Aufschwung. Diese Vorsitzenden wurden mit dem Borgmannturm auf dem Eisenberg und dem Heussner-Turm auf der Mengshäuser Kuppe bei Niederaula geehrt.
Der Verein ist Mitglied im Verband Deutscher Gebirgs- und Wandervereine. Er gibt zweimonatlich die Vereinszeitschrift Knüllgebirgsbote heraus und hat auch Knüllführer herausgebracht. Auf dem Berg Knüllköpfchen betreibt er seit 2007 ein Informationszentrum mit Vereinsarchiv. Weitere Vereinsaufgaben sind regionale Kultur und Umweltschutz.

## Quelle
- Knüllgebirgsverein beim Deutschen Wanderverband (PDF; 35 kB)